# Парламентские выборы в Вануату (1983)
Парламентские выборы в Вануату состоялись 2 ноября 1983 года. Премьер-министром в результате выборов остался представитель Партии Вануаку Уолтер Лини.
Результаты выборов в Парламент Вануату 2 ноября 1983
| Партии и блоки        | Голоса | %     | Места |
| --------------------- | ------ | ----- | ----- |
| Партия Вануаку        |        | 55.05 | 24    |
| Союз умеренных партий |        | 28.64 | 12    |
| Движение Na-Griamel   | -      | 2.84  | 1     |
| Наманги Аути          | -      | 2.62  | 1     |
| Меланезийский фронт   | -      | 2.30  | 1     |
| Всего                 |        |       | 39    |
| Источник: IPU         |        |       |       |